# Rzesza (gmina)

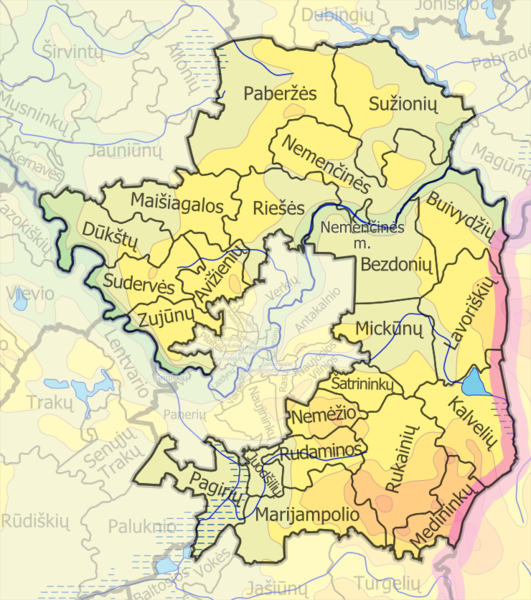
Gmina na mapie rejonu

Gmina Rzesza (lit. Riešės seniūnija) – gmina w rejonie wileńskim okręgu wileńskiego na Litwie.
Ośrodek gminy – wieś Wielka Rzesza (2 520 mieszkańców). Na terytorium gminy jest 71 miejscowości, większe z nich: Pikieliszki (434 mieszkańców), Tartaki (381 mieszkańców), Czerwony Dwór (271 mieszkańców), Orzełówka (203 mieszkańców), Jadwigowo (163 mieszkańców). Obecnym starostą gminy jest Waldemar Rynkiewicz.

## Powierzchnia terenu
10 222 ha, z nich 5 938 ha stanowią użytki rolne, 1 840 ha – lasy, 2 444 ha – to zbiorniki wodne oraz grunty o innym przeznaczeniu.

## Ludność
5 903 osób.

## Skład etniczny
Według spisu z 2011 roku.
- Litwini - 59,2%
- Polacy - 30,4%
- Rosjanie - 6,1%

Według spisu z 2021, spośród 6386 mieszkańców:
- Litwini - 4117 (64.5%)
- Polacy - 1621 (25.4%)
- Rosjanie - 360 (5.6%)

## Infrastruktura
2 urzędy pocztowe, 3 szkoły podstawowe, 2 biblioteki, kościół, cmentarz, 5 sklepów, 4 zagrody agroturystyczne, dworek J. Piłsudskiego w Pikieliszkach, dworek J. Śliźnia w Lubawie, wieża w Czerwonym Dworze z 1824 r., muzeum „Park Europy”, rezerwat przyrody Centrum Europy.

## Przedsiębiorczość lokalna
Rolnictwo, usługi świadczone dla mieszkańców.

## Miejscowości
W skład gminy wchodzi 46 wsi i 25 kolonii. Miejscowości w gminie Rzesza:
| - Aleksandrówka - Bampol - Barciłówka - Białozoryszki - Borówka - Bratoniszki - Chmiziutka - Czeremszczyzna - Czeremszyszki - Czerwony Dwór - Czykiszki | - Czymboryszki - Czynudar - Dębiszki - Etmińce - Ferma - Franciszkańce - Giegłówka - Góry - Gulbiny Wielkie - Jadwigowo | - Janejkiszki - Jawniszki - Justynówka - Kaliny - Korweliszki - Kuna - Leśnikówka - Lubów - Madziuniszki - Malinówka | - Mariampol - Michałówka - Mikulańce - Miszkińce - Niemenczynek - Nowina - Nowosiółki - Orzełówka - Osiukła - Pietrucie | - Pikieliszki - Podczerwony Dwór - Podpikieliszki - Pogiry - Pojeziory - Polesie - Połowkinia - Poszyle - Przesmyki - Purnuszki | - Ryliszki - Sieno - Skatele - Skopiszki - Skrydy - Stodoliszki - Szałtaniszki - Tartaki - Tekluńce - Wanaginia | - Wielka Rzesza - Wierzbiszki - Wobaliszki - Wołodkowo - Woroniszki - Wygódka - Zajezierce - Zarowce - Żełosa - Żudziszki |

Zniesione miejscowości:
- Kapitułka
- Nowokąty